# КТ-12
«Ки́ровский трелёвочный, 12-я модель» (КТ-12) — модель трелёвочного трактора, выпускаемого в СССР с 1948 по 1956 год.

## История создания
После Великой Отечественной войны начался переход лесозаготовительной промышленности из отсталой в индустриальную отрасль. В частности стали разрабатываться специальные трактора для транспортировки древесины от места рубки до места промежуточного складирования. До этого для трелёвки применялись трактора сельскохозяйственные или общего назначения, оснащённые лебёдками и стальными канатами.
С целью устранения недостатков, присущих использованию сельскохозяйственных и общего назначения тракторов на лесозаготовках в период 1945—1948 гг. в СССР, были начаты работы по разработке трактора новой компоновки, специально предназначенного для работы в лесу. В основе была идея снизить сопротивление волочению пачки хлыстов или деревьев путём частичного её расположения на машине. Первый вариант трелёвочного трактора на базе сельскохозяйственного трактора АТЗ-НАТИ был разработан в 1945 году Центральным конструкторским бюро Министерства лесной промышленности.
Второй вариант трелёвочного трактора был разработан в 1946 году сектором трелёвки Центрального научно-исследовательского института механизации и электрификации лесной промышленности.
В 1946 году в ЛТА им. С. М. Кирова коллективом кафедры тяговых машин под руководством С. Ф. Орлова были начаты работы по созданию специального лесопромышленного трелёвочного трактора. Основным назначением машины должна была стать трелёвка деревьев или хлыстов за комли или вершины. Опытный образец конструкции ЛТА был изготовлен в 1946 году.
В 1951 году производство было перенесено на Минский тракторный завод, где продолжалось до 1956 года.

### Новшества в конструкции
- Ходовая система (использовалась конструкция ходовой части трофейного немецкого артиллерийского тягача RSO фирмы «Штайр») с катками большого диаметра и балансирной подвеской — позволяла увеличить дорожный просвет и приподнимать подшипниковые узлы катков от поверхности грунта[1].
- Увеличение (по сравнению с сельскохозяйственными и общего назначения тракторами) переднего и заднего углов наклона ветвей гусеницы позволяет обеспечить хорошее преодоление различных препятствий на лесосеке.
- Освобождение места для установки погрузочного устройства (лебёдки) и расположение части пачки деревьев или хлыстов на машине вынудило конструкторов разместить кабину в передней части, над двигателем, что максимально сократило «мёртвую зону» перед машиной и облегчило управление трактором в сложных условиях лесосеки. Прототип трелёвочного трактора прошёл комплексные тяговые и эксплуатационные испытания и по их результатам был рекомендован конструкторскому бюро ленинградского Кировского завода приступить к разработке эскизного проекта уже серийного трелёвочного трактора. В дальнейшем разработка документации, изготовление и испытание трелёвочного трактора осуществлялась в творческом содружестве Кировского завода, ЛТА и ЦНИИМЭ.

### Опытный образец
Опытный образец был создан в начале 1947 года в ЛТА с газогенераторной установкой и шестицилиндровым карбюраторным
двигателем ЗИС-21А мощностью 25.7 кВт (35 л. с.). Карбюраторный двигатель рассматривался как промежуточный вариант до
создания более пригодного специального двигателя.
Опытный образец трелёвочного трактора прошёл широкомасштабные лабораторные и производственные испытания в ряде
лесхозов Ленинградской области. По результатам испытаний образца ЛТА были внесены изменения в компоновку первых
опытных тракторов Кировского завода КТ-12.

## Серийный выпуск
Первые десять машин КТ-12 были собраны к ноябрю 1947 года. Пять тракторов прошли в праздничной колонне Кировского завода по Дворцовой площади во время демонстрации 7 ноября 1947 года.
Решением Государственной комиссии в апреле 1948 года трелёвочный трактор КТ-12 был рекомендован к серийному выпуску.
Серийный выпуск начался в январе 1949 года.

## Доработка и модернизация
Доработка и модернизация серийно выпускавшегося трелёвочного трактора КТ-12 происходила вплоть до 1956 года. Доработка шла в направлении улучшения компоновки машины с целью достижения более равномерной загрузки элементов ходовой системы и повышения устойчивости. Модернизации были подвергнуты силовая установка и рама. Вместо двигателя ЗИС-21А
был установлен газовый двигатель ГД-30, длина рамы трактора увеличена, а двигатель с коробкой передач, лебёдка, газогенератная установка и щит были передвинуты по раме вперёд. Такие конструктивные изменения улучшили тягово-эксплуатационные характеристики трелёвочного трактора.

## Итог
Внедрение в лесную промышленность и лесное хозяйство трелёвочных тракторов КТ-12 и их модификаций дали большой экономический эффект. Трелёвочный трактор позволил решить не только проблемы трелёвки
хлыстов или деревьев к погрузочному пункту, но и проблему крупнопакетной погрузки хлыстов на автотранспорт, что исключало потребность в специальных погрузчиках или стационарных лебёдках.
Применение КТ-12 и лебёдок для трелёвки леса ТЛ-3 повысило уровень механизации трелёвки с 5,6 в 1940 до 29 % в 1950
году.
2 июня 1948 года «За создание нового трактора для трелёвки леса» конструкторы Кировского завода: Ж. Я. Котин (главный конструктор), Л. Е. Сычёв, Н. В. Курин, Ф. А. Маришкин, В. А. Каргаполов, представители ЛТА — С. Ф. Орлов и Гипролесмаш — А. В. Фролов были удостоены звания лауреатов Сталинской премии.